# Jatikerto
Jatikerto is een bestuurslaag in het regentschap Malang van de provincie Oost-Java, Indonesië. Jatikerto telt 7898 inwoners (volkstelling 2010).